# Poppy 1A
Poppy 1A – amerykański wojskowy satelita zwiadu elektronicznego należący do serii Poppy. Część tajnego ładunku POPPY 1. Zaprojektowany i nadzorowany przez Naval Research Laboratory. Zbierał dane o parametrach pracy radzieckich radarów obrony powietrznej i antybalistycznej. Odtajniony w 2005.
Satelita został wystrzelony 13 grudnia 1962 z kosmodromu Vandenberg wraz z czterema innymi satelitami. W wyniku awarii członu Agena D, który nie wyłączył się w zaprogramowanym czasie, satelita wszedł na silnie wydłużoną orbitę, co utrudniało odbieranie danych jakie przesyłał przez stacje naziemne.